# Desmopachria annae
Desmopachria annae är en skalbaggsart som beskrevs av K. B. Miller 2005. Desmopachria annae ingår i släktet Desmopachria och familjen dykare. Inga underarter finns listade i Catalogue of Life.